# Chapelle Notre-Dame-de-la-Salette de Sète
La chapelle Notre-Dame de la Salette est construite au sommet du mont Saint-Clair à Sète, dans le département de l'Hérault, en France.

## Historique
La chapelle se trouve à l'emplacement de l'ancien fortin Montmorencette bâti par Louis XIII et lui-même érigé sur un ancien sémaphore romain.
Le fortin a été démantelé au XVIIe siècle. Le moine Hilarion y a créé un ermitage dans les ruines en 1632.
La chapelle a été dédiée à Notre-Dame de La Salette en 1864, 20 ans après son apparition dans les Alpes. À la même époque est institué le pèlerinage mensuel à la chapelle, tous les 19 du mois, et plus particulièrement le 19 septembre, date de l'apparition mariale.
La chapelle est prise en charge par les missionnaires de Notre-Dame de la Salette au même moment. Elle est actuellement un site touristique et culturel très fréquenté.
En 2025, à l’occasion du Jubilé de l’Espérance, l'église a été désignée par Norbert Turini, évêque de Montpellier, comme l’une des dix églises jubilaires du diocèse.

## Description
La chapelle est un belvédère sur la ville, la mer, l'étang de Thau.
Elle a une architecture originale. Elle possède de troublants ex-voto peints en remerciement des traditions marines de la ville. Les fresques intérieures, modernes, ont été réalisées en 1952 par le peintre biterrois Jacques Bringuier. Les parties très abimées ont été restaurées dans les années 1980 et l'ensemble a été recouvert par de nouveaux dessins.